# 阿氏開普吐龍屬
阿氏開普吐龍屬也譯為謎龍、迷幻龍或阿斯克海龍，是已滅絕海生爬行動物的一屬，屬於海龍目。身長約2公尺長。牠們的化石在義大利、瑞士發現。
阿氏開普吐龍是非常瘦長的動物，可能以類似鰻魚的方式游泳。牠以蹼狀肢前進。從牠的長頜部判斷，牠們是以魚類為食。古生物學家認為阿氏開普吐龍在深水獵食，因為牠們擁有大眼睛，可讓牠們在深水中視力更好，而眼睛周圍有骨環，可防止眼睛在深水中遭巨大水壓壓碎，同特徵可見於魚龍類。

## 外部連結

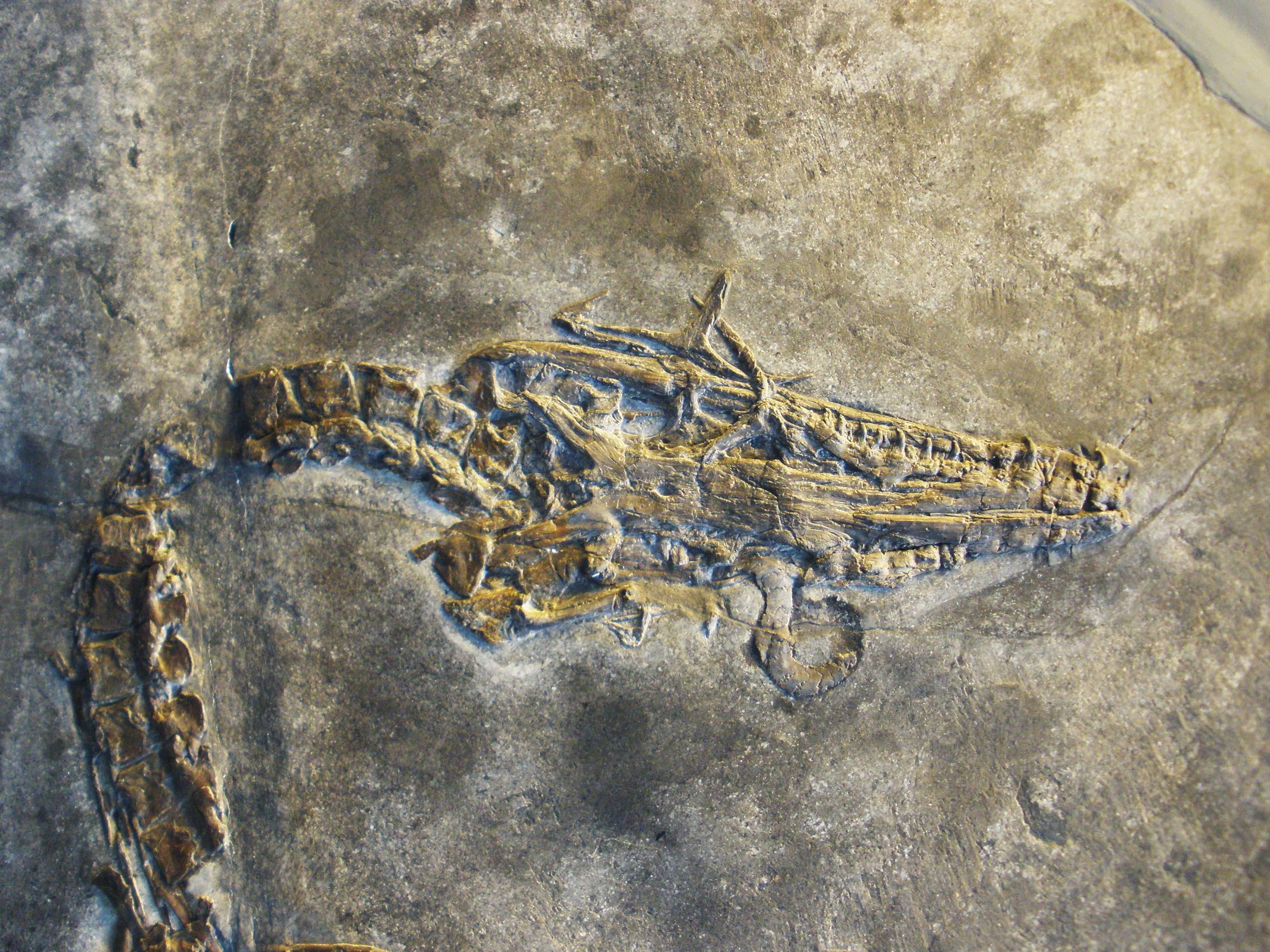
阿氏開普吐龍的頭顱骨

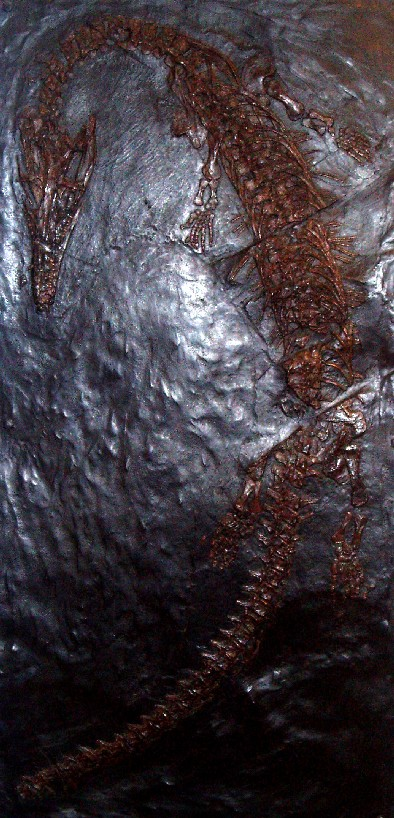
阿氏開普吐龍的化石

- The anatomy of Askeptosaurus italicus from the Middle Triassic of Monte San Giorgio and the interrelationships of thalattosaurs (Reptilia, Diapsida)  （页面存档备份，存于）